# 春瀬サク
春瀬 サク（はるせ サク、2月25日 - ）は、日本の漫画家。埼玉県川越市出身。血液型A型。2004年、『ちびハニー』で第39回なかよし新人まんが賞準入選を受賞し、『なかよしラブリー』（講談社）2004年冬の号でデビュー。同期は美麻りん・滝口れもん。影響を受けた漫画として『美少女戦士セーラームーン』（武内直子）を挙げている。

## 作品リスト

### 漫画
- ちびハニー（デビュー作、『なかよしラブリー』2004年冬号 掲載）
- 制服をきて会いましょう（『なかよしラブリー』2005年春号 掲載）
- 空も飛べるはず（『なかよしラブリー』2006年夏号 掲載）
- 鬼いちゃんといっしょ（『なかよしラブリー』2006年秋号 掲載）
- 携帯電話（地獄少女 閻魔あいセレクション 激こわストーリー 罪掲載）
- 金色ラプンツェル（『なかよしラブリー』2010年秋号 掲載）
- 神社のわきの階段をぬけて（『なかよしラブリー』2010年夏号 掲載）
- 恋コイ!（『なかよしラブリー』2010年春号 掲載）
- ひとりじゃないこと（初続編作、『なかよしラブリー』2007年春号 - 秋号 掲載）
- パパとあたしのヴァーサスな日常（『なかよしラブリー』2008年春号 - 2009年春号掲載）
- おかえり、ただいま（『なかよしラブリー』2011年夏号掲載）
- つばさピチカート!（本誌初連載『なかよし』2013年5月号 - 12月号連載）

### 学習漫画
- マンガで学ぶ医療統計（著：高橋麻奈、みみずく舎刊行）
- マンガで学ぶネットワークのきほん（著：高橋麻奈、SBクリエイティブ刊行）